# 小玉明利
小玉 明利（こだま あきとし、本名読み：はるとし、1935年6月10日 - 2019年5月19日）は、兵庫県尼崎市出身のプロ野球選手（内野手）・監督。実弟に社会人野球で活躍し、同志社大学監督をつとめた小玉孝がいる。

## 経歴

### プロ入り前
神崎工業高校2年生時の1953年、近鉄パールスの入団テストを受ける。その際、捕手の根本陸夫に打撃の素質を見出され、根本は芥田武夫監督に「ぜひ小玉を採用すべきだ」と進言した。芥田は朝日新聞運動部長から前年途中に監督に就任したばかりで「高校を中退させるには…」と躊躇したが、根本は「3年まで待つと他球団に取られる」として強引に口説いた。小玉は高校中退してプロ入団か、進級して高校生活を続けるか、という選択を迫られ、自ら高校を中退して入団の道を選んだ。

### 現役時代
プロ入り2年目の1954年には、開幕直後からレギュラー三塁手に抜擢され、規定打席（20位、打率.264）にも到達。翌1955年には主に五番打者として起用され、打率.290（14位）の好記録を残す。1957年には開幕から四番打者に座り、その後も中心打者として活躍。1958年には打率.301（4位）と初の3割超えを達成した。同年の近鉄は29勝97敗、勝率.238とリーグ最下位に終わり、チーム打率.215と不振に沈んで、規定打席に到達した打者の中で2割を超えている選手が小玉だけという有様だった。1960年には自己最多の20本塁打を放つ。チーム成績が思わしくなく、長打力のある打者が少なかった「ピストル打線」と呼ばれた弱小球団の中で、小玉は1962年から1965年まで4年連続3割を記録するなど長きにわたって巧打者として活躍する。
小玉は、近鉄では数少ない全国区のスター選手だった。1957年から1965年にかけて9年連続でオールスターゲームに選ばれる。特に1962年から1965年は4年連続ファン投票で選出され、1963年と1965年はリーグ最多得票での出場だった。1958年のオールスター第2戦では金田正一から左翼へソロ本塁打を放ち、1963年にも第2戦で金田から左翼へ2ラン本塁打を放った。しかし活躍したときにパ・リーグが敗れることが多かったため、オールスターMVPは1度も獲得できなかった。なお、オールスター戦通算打率は.357（42打数15安打）を記録している。
1965年からは兼任コーチとなり、1966年には三塁手の定位置を新入団のマイク・クレスニックに譲り二塁手に回る。1967年には三塁手に戻り、3年連続最下位に低迷するチーム再建の切り札として31歳にして選手兼任監督となった。開幕投手に鈴木啓示を抜擢した。同年6月14日の阪急戦でダリル・スペンサーにヘルメットを投げて退場処分を受けている。5月14日には14年ぶりに単独首位に立ったが、自らが選手として出場する機会が減ったためか、チームを最下位から脱出させることはできず、近鉄はさらなる切り札として名将三原脩を招聘することとなり、小玉はわずか1年で解任された。結局、小玉が在籍中に近鉄は3位以内に入ることすらできなかった。三原の意向もあってベテランを大量に放出して体質改善を図ることになり、伊藤幸男と同時に1968年に一選手として阪神タイガースへトレードされ移籍する。
阪神でも期待され、同年5月15日には史上初となる「代打先頭打者本塁打」を放った。だが、1年間苦労の多い兼任監督を務めた影響もあり、小玉の選手としての実力は急激に衰えてしまった。1969年、小玉は通算2000安打まであと37本を残したまま34歳で現役を引退した。
小玉は投高打低の時代でプレーしながら打率3割を6回記録し、1963年から1965年まで3年連続で打率リーグ4位に位置するなど打率ベストテン入りを通算9回記録した。近鉄は2004年に球団統合によって消滅したが、小玉が近鉄で記録した1877安打は近鉄在籍選手の最多通算安打記録である。阪神時代の同僚だった村山実とは幼馴染で1968年から2年間同僚だったが、村山は小玉について「もし、彼（小玉）が神崎工高からそのまま阪神入りしていたら、紛れもなく藤村富美男の後継者としてタイガースは変わっていたかも知れんなぁ…」と語っていた。

### 引退後
引退後は野球評論家として活動し、その後大阪市内の印刷会社に勤務した。1999年に行われた大阪近鉄バファローズ創立50周年記念OB戦では久方ぶりに公の場に姿を見せた。
2019年5月19日、腎臓がんのため死去。83歳没。

## 詳細情報

### 年度別打撃成績
| 年 度      | 球 団      | 試 合 | 打 席 | 打 数 | 得 点 | 安 打 | 二 塁 打 | 三 塁 打 | 本 塁 打 | 塁 打 | 打 点 | 盗 塁 | 盗 塁 死 | 犠 打 | 犠 飛 | 四 球 | 敬 遠 | 死 球 | 三 振 | 併 殺 打 | 打 率 | 出 塁 率 | 長 打 率 | O P S |
| ---------- | ---------- | ----- | ----- | ----- | ----- | ----- | -------- | -------- | -------- | ----- | ----- | ----- | -------- | ----- | ----- | ----- | ----- | ----- | ----- | -------- | ----- | -------- | -------- | ----- |
| 1954       | 近鉄       | 132   | 483   | 439   | 50    | 116   | 24       | 7        | 3        | 163   | 46    | 13    | 13       | 9     | 2     | 31    | --    | 2     | 33    | 16       | .264  | .316     | .371     | .687  |
| 1955       | 近鉄       | 129   | 521   | 493   | 50    | 143   | 25       | 4        | 5        | 191   | 68    | 10    | 7        | 3     | 6     | 18    | 0     | 1     | 38    | 17       | .290  | .316     | .387     | .704  |
| 1956       | 近鉄       | 151   | 607   | 571   | 69    | 156   | 26       | 4        | 13       | 229   | 82    | 16    | 24       | 1     | 3     | 29    | 4     | 3     | 47    | 18       | .273  | .312     | .401     | .713  |
| 1957       | 近鉄       | 116   | 467   | 423   | 45    | 122   | 19       | 1        | 10       | 173   | 72    | 10    | 6        | 0     | 5     | 35    | 4     | 3     | 36    | 13       | .288  | .347     | .409     | .756  |
| 1958       | 近鉄       | 115   | 449   | 412   | 44    | 124   | 32       | 2        | 6        | 178   | 43    | 11    | 3        | 1     | 5     | 29    | 4     | 1     | 45    | 9        | .301  | .348     | .432     | .780  |
| 1959       | 近鉄       | 131   | 522   | 482   | 54    | 141   | 23       | 2        | 12       | 204   | 47    | 12    | 6        | 2     | 1     | 37    | 5     | 0     | 38    | 23       | .293  | .343     | .423     | .766  |
| 1960       | 近鉄       | 122   | 489   | 438   | 62    | 132   | 29       | 1        | 20       | 223   | 69    | 8     | 5        | 0     | 2     | 39    | 8     | 4     | 47    | 18       | .301  | .364     | .509     | .873  |
| 1961       | 近鉄       | 138   | 572   | 520   | 61    | 153   | 42       | 1        | 9        | 224   | 43    | 7     | 8        | 2     | 2     | 45    | 6     | 2     | 43    | 17       | .294  | .353     | .431     | .784  |
| 1962       | 近鉄       | 121   | 498   | 468   | 59    | 147   | 24       | 7        | 5        | 200   | 59    | 11    | 8        | 2     | 1     | 26    | 1     | 1     | 34    | 15       | .314  | .352     | .427     | .779  |
| 1963       | 近鉄       | 145   | 584   | 539   | 70    | 165   | 30       | 3        | 8        | 225   | 57    | 13    | 7        | 3     | 5     | 33    | 1     | 3     | 43    | 18       | .306  | .350     | .417     | .767  |
| 1964       | 近鉄       | 140   | 565   | 516   | 68    | 157   | 25       | 2        | 12       | 222   | 51    | 5     | 9        | 2     | 2     | 40    | 2     | 5     | 31    | 17       | .304  | .360     | .430     | .790  |
| 1965       | 近鉄       | 127   | 478   | 431   | 52    | 131   | 21       | 2        | 13       | 195   | 50    | 5     | 1        | 0     | 2     | 44    | 3     | 1     | 28    | 13       | .304  | .370     | .452     | .822  |
| 1966       | 近鉄       | 121   | 469   | 428   | 36    | 105   | 18       | 3        | 4        | 141   | 32    | 5     | 2        | 3     | 2     | 36    | 0     | 0     | 23    | 9        | .245  | .304     | .329     | .633  |
| 1967       | 近鉄       | 102   | 329   | 310   | 27    | 85    | 11       | 4        | 5        | 119   | 39    | 4     | 6        | 0     | 1     | 14    | 2     | 3     | 27    | 11       | .274  | .312     | .384     | .696  |
| 1968       | 阪神       | 108   | 339   | 306   | 34    | 65    | 8        | 1        | 5        | 90    | 25    | 5     | 0        | 5     | 1     | 26    | 2     | 1     | 43    | 11       | .212  | .276     | .294     | .570  |
| 1969       | 阪神       | 48    | 107   | 99    | 8     | 21    | 1        | 0        | 0        | 22    | 5     | 0     | 0        | 0     | 1     | 7     | 0     | 0     | 14    | 4        | .212  | .264     | .222     | .486  |
| 通算：16年 | 通算：16年 | 1946  | 7479  | 6875  | 789   | 1963  | 358      | 44       | 130      | 2799  | 788   | 135   | 105      | 33    | 41    | 489   | 42    | 30    | 570   | 229      | .286  | .336     | .407     | .743  |

- 各年度の太字はリーグ最高

### 通算監督成績
- 132試合 59勝71敗2分 勝率.454

### 表彰
- ベストナイン：5回（三塁手部門：1960年、1962年 - 1965年）

### 記録
節目の記録
- 1000試合出場：1961年8月24日 ※史上63人目

その他の記録
- オールスターゲーム出場：9回（1957年 - 1965年）

### 背番号
- 52（1953年 - 1954年）
- 2（1955年 - 1967年）
- 3（1968年 - 1969年）